# 薮淳一
薮 淳一（やぶ じゅんいち、1967年10月2日 - ）は、元北海道放送（HBC）アナウンサー。退社後は、学校法人相愛学園大通幼稚園理事長、札幌国際大学人文学部非常勤講師。北海道札幌市出身。北海道札幌北高等学校、東京大学医学部保健学科卒業。

## 経歴
- 1992年入社（アナ同期は、石崎輝明、田村美香、森田真奈美）。“ヤビー”[1]の愛称で親しまれたラジオ「ベストテンほっかいどう」を始めとして、テレビ「朝ビタTV」、「Hana*テレビ」、「公立高校入試解答速報」（HBC退社後の2009年度入試分=3月4日放送=にも出演）、ラジオ「TOYOTA SUPER COUNTDOWN50」、「ワンアーティストスペシャル・オンリーワン〜セカンドシーズン」、「にちようサウンドボックス」などを担当。
- アナウンサー業の傍ら、『藪淳一』名で執筆活動も行い、第16回小説すばる新人賞（2003年）の最終選考作品に『虹のかかる街』が選ばれた。2005年には、小説宝石の連載企画「ふたりのフォトメール」で、エッセイを執筆した。
- 2008年9月28日のラジオ「にちようサウンドボックス」出演を最後に、HBCを9月30日限りで退社。番組内では今後の活動について自ら述べることは無かったが、同局サイトでは『これからも、人間の大切な宝物である「ことば」をライフワークのひとつにしていきたいと思っています。』と記している[2]。
- HBCの携帯各社公式サイト『HBCアナ&パーソナリティ』では、退社後の現在も『虹のかかる街』を掲載している（閲覧有料）。
- 2024年時点では、相愛学園大通幼稚園の理事長を務め、HBCテレビ「今日ドキッ!」のコメンテーターも担当する[3]。また札幌市私立幼稚園連合会会長も務める[4]。

## 作品
- ひとりぼっちたち（1997年・近代文芸社）
- 虹のかかる街（2009年・文芸社、ISBN 4286066177）